# Mystery Blue
Mystery Blue est un groupe de heavy metal français, originaire de Strasbourg, en Alsace. Il est formé en 1978 par Francis Philippon, Yvan Bailbled, Pascal Régina, Jean-Marc Gogel et Michel Torres. Après un arrêt en 1989, Francis Philippon décide de reformer en 1996 le groupe avec en son sein la chanteuse Nathalie Geyer.

## Biographie
Mystery Blue est formé en 1978 à Strasbourg, en Alsace, par Francis Philippon, Yvan Bailbled, Pascal Régina, Jean-Marc Gogel rejoint par Michel Torres en 1983. Le groupe devient l'un des fers de lance du heavy metal français dans les années 1980.
Après un arrêt en 1989, Francis "Frenzy" Philippon décide de reformer en 1996 le groupe avec en son sein la chanteuse Nathalie Geyer. Deux ans plus tard, le groupe publie son nouvel album, intitulé Spirit of Your Song, en 1998.
Peu après sa sortie, Vincent "Vince" Koehler rejoint le groupe à la batterie.
En 2003 sort l'album Metal Slaves, réédité en 2004 par le label italien Steelheart Records. En 2006, le groupe signe avec le label belge Mausoleum Records et sort l'album Claws Of Steelenregistré en Allemagne dans les studios HOFA à Karlsruhe et mixé par Achim Köhler.
En 2009, le groupe publie l'album  Hell and Fury sur le label français Bernett Records.L'album est une nouvelle fois enregistré dans les studios HOFA et toujours mixé par Achim Köhler.
En novembre 2012, le groupe annonce la sortie de son septième album, Conquer the World pour le 21 décembre 2012 à l'international au label Road Show Productions. La pochette est réalisée par Jobert Mello de Sledgehammer Graphix,,.L'album est enregistré et mixé à Francfort par Uwe Lulis guitariste d'Accept (ex Rebellion, ex Grave Digger).
En 2016, Mystery Blue publie un nouvel album, Live... Made in Europe, qui s'accompagne d'un DVD bonus et est limitée à 500 exemplaires. La même année, en novembre, France 3 Alsace effectue un reportage sur le festival Rock Your Brain avec Mystery Blue. À la fin de 2016, le groupe tourne en Europe, au Royaume-Uni, en Belgique et en Hollande notamment, avec Anvil et Rezet.
En 2019, Mystery Blue sort son huitième album studio 8RED sur le label allemand Massacre Records. Il est enregistré, mixé et masterisé aux studios V.I.P. à Strasbourg par Vince Koehler qui réalise également la pochette de l'album.

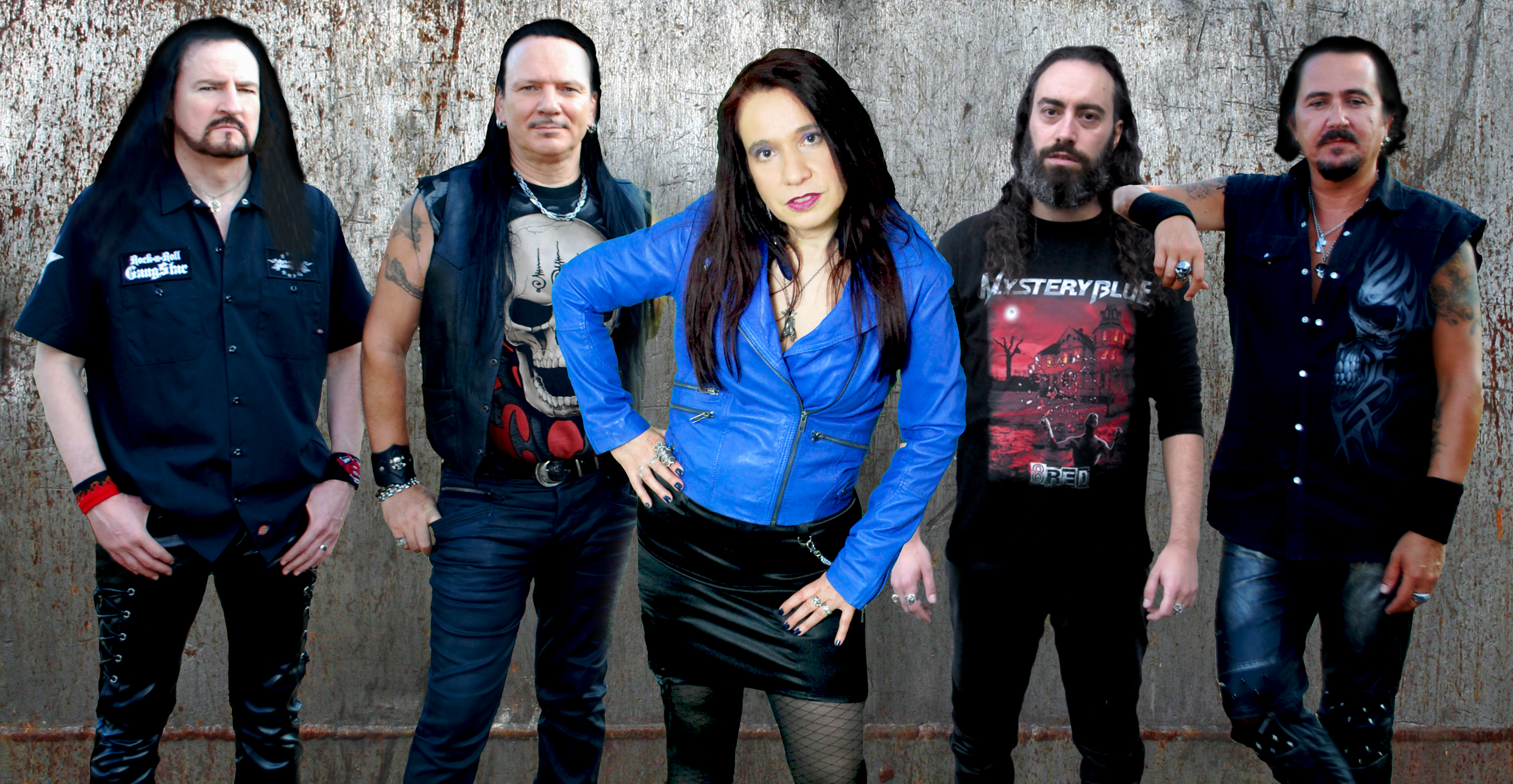
MYSTERY BLUE

## Membres

### Membres actuels
- Vincent « Vince » Koehler - batterie (depuis 1998)
- « Frenzy » Philippon - guitare (1978–1986, depuis 1995)
- Nathalie Geyer - chant, didgeridoo (depuis 1996)
- Sylvain Ebersoldt - guitare (depuis 2013)
- Ted Weibel - basse (depuis 2019)

### Anciens membres
- Yvan Bailbled - guitare- (1977–1986)  chant (1977-1983), basse (1986)
- Jean-Marc Gogel - batterie (1977–1989)
- Pascal Régina- basse (1978-1983)
- Michel Torres - chant (1983–1989)
- Patrick Faller - basse (1983–1986)
- Franck Heissler - basse (1987-1988)
- Steve Mosley - guitare (1986–1988)
- Michel Kochmann - basse (1986)
- Shaher Bijan - guitare (1988–1989)
- Ricky Gassler - batterie (1995–1998)
- Dany Ohlmann - basse (1996–2005)
- Rikki - basse (2005–?)
- Phil Blazek - guitare (2009–2013)
- Matt Gabnai - basse (2011–2013)
- Stephane « Steph » Norberg - basse (2013–2017)
- Florian Trug - basse (2017-2019)

## Discographie

### Albums studio
- 1984 : Mystery Blue (Axe Killer records)
- 1986 : Circle of Shame (Dreams record)
- 1998 : Spirit of Your Song (Roadshow Productions)
- 2003 : Metal Slaves (réédité en 2004 par Steelheart Records)
- 2006 : Claws of Steel (Mausoleum Records)
- 2009 : Hell and Fury (Bernett Records)
- 2012 : Conquer the World (Roadshow Productions)
- 2016 : Live... Made in Europe (Roadshow Productions)
- 2019 : 8RED (Massacre Records)
- 2024 : Night demon

### Singles et démos
- 1981 : Demo (AF2) 4 titres ( Hotter than flame, On stage again, Angel with broken wings, Ride to live live to ride)
- 1982 : Demo (AF2) 6 titres (Hit and run, And the devil dances, Intro, City of wonderous dreams, Queen of balls, Evil ways
- 1983 : Demo (AF2) 7 titres (Towers of hell, Fox on the run, Overture, Rock fever, Paralysed, Never surrender, Nights of the killers)
- 1987: Démo (studio Ebene) 2 titres (Do it good, Cries in the dark) Dereck Lawrence mix
- 1987 : Demo 2 (Studio du Cheshnay) 2 titres (iron limits, Fools)
- 1988 : Another Side (Studio SNIP) 8 titres (In the streets again, The criminal sin, I'm a man, Back with the heroes, She's a mystery, i'll believe in you, Vicious games, Rock'n'roll heroes )
- 1989 : Mary (single)
- 1995 : Demo # 3 (démo)
- 2001 : Demo 2001 (démo)
- 2002 : Demo 2002 (démo)